# Schloss Nidau

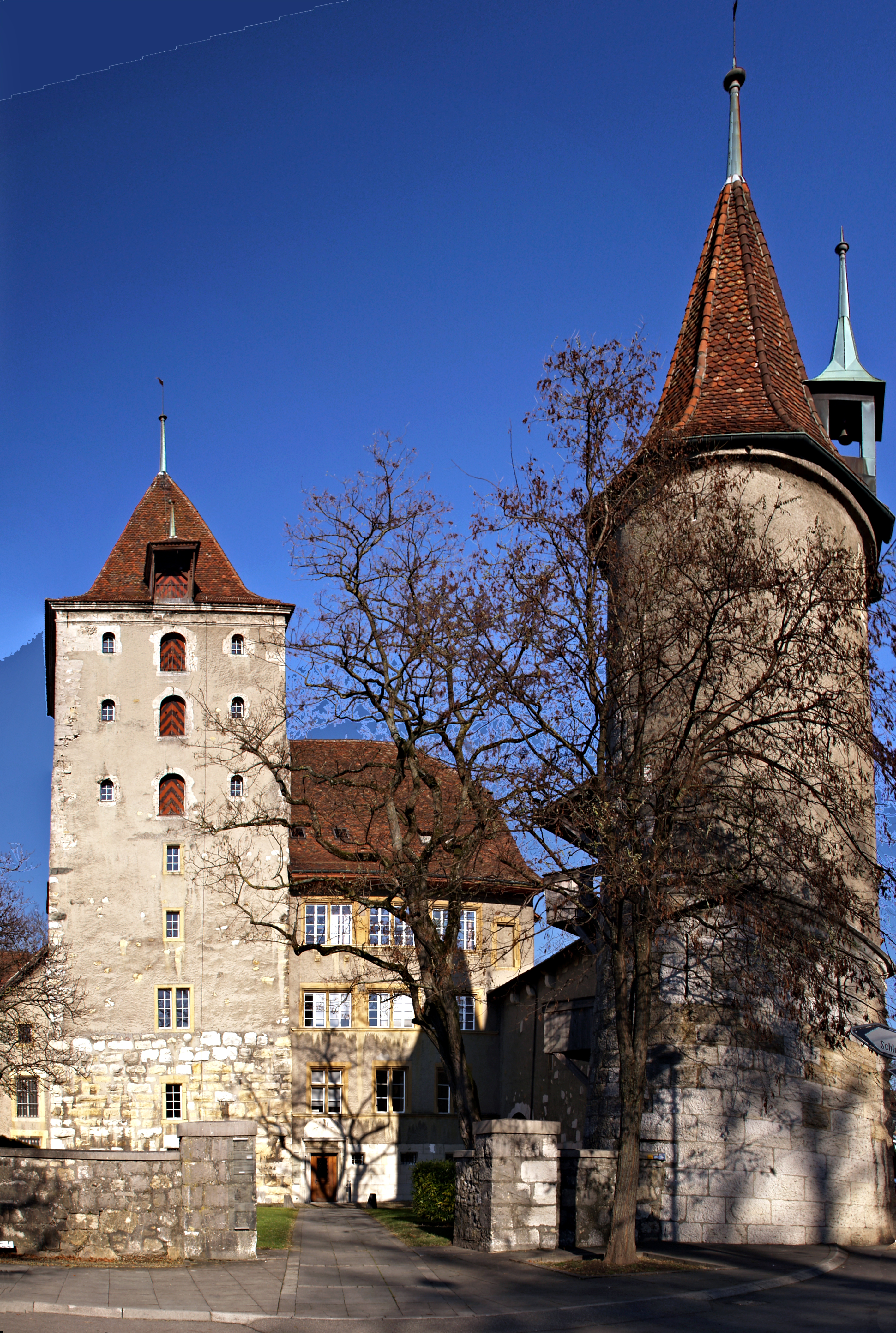
Schloss Ansicht von Süden

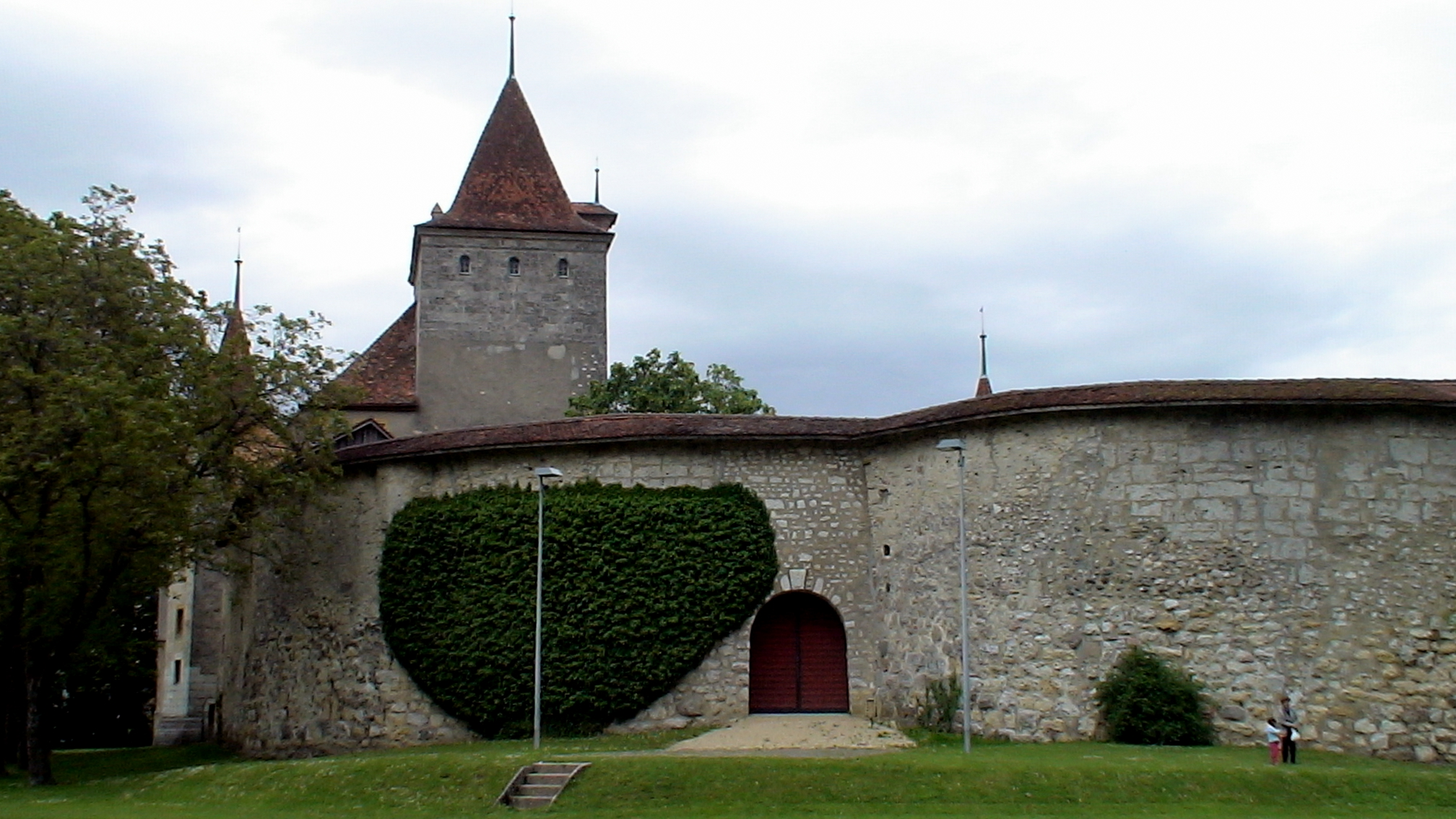
Schloss Ansicht von Westen

Das Schloss Nidau liegt in Nidau im Kanton Bern in der Schweiz.
Die erste Burg in Nidau wurde um 1140 durch die Grafen von Neuenburg gegründet. Sie bestand ursprünglich aus Holz und ist historisch erstmals durch eine Urkunde vom 30. August 1196 nachgewiesen, die durch den Grafen Ulrich III. von Neuenburg ausgestellt wurde. Von der im 13. Jahrhundert errichteten steinernen Wasserburg (der Wasserspiegel des Bielersees lag im Mittelalter um 2 Meter höher) sind noch Teile des Bergfrieds, des Kefiturmes (Gefängnisturmes) und der Ringmauer erhalten.
Nach dem Tod des letzten Grafen von Neuenburg 1375 im Guglerkrieg gelangte die Burg zuerst an das Bistum Basel, dann an die Grafen von Neu-Kyburg und schliesslich 1388 im Sempacherkrieg an Bern und Solothurn.
Danach war das Schloss bis 1831 Sitz von 86 bernischen Landvögten und vier Oberamtleuten. Der heutige Bau stammt weitgehend aus den Jahren 1627 bis 1636 und beherbergt Büros der kantonalen Verwaltung (unter anderem das Regierungsstatthalteramt des Verwaltungskreises Biel/Bienne) und ein Schlossmuseum, welches eine Ausstellung zur Juragewässerkorrektion zeigt.